# Shaft in Africa
Shaft in Africa er en amerikansk blaxploitationfilm fra 1973 instrueret af John Guillermin og endnu gang med Richard Roundtree som John Shaft. Filmen efterfulgte Shaft's Big Score og blev selv efterfulgt af en tv-serie, Shaft 1973-1974.

## Medvirkende
- Richard Roundtree
- Frank Finlay
- Neda Arnerić
- Vonetta McGee
- Frank McRae

## Ekstern henvisning
- Shaft in Africa på Internet Movie Database (engelsk)
- Shaft in Africa på Scope
- Shaft in Africa i Svensk Filmdatabas (svensk)
- Shaft in Africa på AlloCiné (fransk)
- Shaft in Africa på MovieMeter (nederlandsk)
- Shaft in Africa på AllMovie (engelsk)
- Shaft in Africa hos American Film Institute (engelsk)
- Shaft in Africa på Turner Classic Movies (engelsk)
- Shaft in Africa på The Movie Database (engelsk)
- Shaft in Africa på Rotten Tomatoes (engelsk)

1. ↑  Navnet er anført på engelsk og stammer fra Wikidata hvor navnet endnu ikke findes på dansk.